# Olimpíada de xadrez de 1952

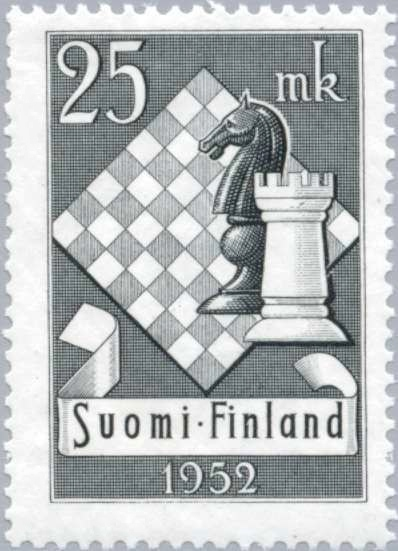
Um selo da Olimpíada de xadrez de 1952

A Olimpíada de xadrez de 1952 foi a décima Olimpíada de Xadrez organizada pela FIDE, realizada em Helsinki entre os dias 9 e 31 de agosto. A equipe da União Soviética (Paul Keres, Vassily Smyslov, David Bronstein, Efim Geller, Isaac Boleslavsky e Alexander Kotov) conquistou a medalha de ouro, seguidos da Argentina (Miguel Najdorf, Julio Bolbochán, Erich Eliskases, Herman Pilnik e Héctor Decio Rossetto) e Iugoslávia.(Svetozar Gligorić, Braslav Rabar, Petar Trifunović, Vasja Pirc, Andrija Fuderer e Borislav Milić).

## Quadro de medalhas
| Tabuleiro | Ouro                      | Prata                            | Bronze             |
| 1.º       | ARG Miguel Najdorf        | SWE Gideon Stahlberg             | HUN László Szabó   |
| 2.º       | URS Vasily Smyslov        | GER Lothar Schmid                | YUG Braslav Rabar  |
| 3.º       | URS David Bronstein       | NED Jan Hein Donner              | USA Robert Byrne   |
| 4.º       | TCH Čeněk Kottnauer       | URS Efim Geller POL Bogdan Śliwa | -                  |
| 1.º res   | ARG Héctor Decio Rossetto | ENG Denis Morton Horne           | GER Wilfried Lange |
| 2.º res   | GER Ludwig Rellstab       | POL Izaac Grynfeld               |                    |